# Hautbititalau
Hautbititalau (Hautbiritalau) ist eine osttimoresische Siedlung im Suco Acubilitoho (Verwaltungsamt Lequidoe, Gemeinde Aileu).

## Geographie
Die Siedlung Hautbititalau liegt mit ihrem Zentrum und Ostteil in der Aldeia Hautoho, in einer Meereshöhe von 1232 m. Der Westteil befindet sich in der Aldeia Biiloco. Eine kleine Straße verbindet Hautbititalau mit der Siedlung Cleta (Suco Betulau) im Süden. Nach Norden führt die Straße in die Orte Gariqai und Namolesso, die zum Suco Namolesso gehören. Bis 2015 war auch Hautbititalau Teil des Sucos Namolesso.